# Франоа (Ду)
Франоа (фр. Franois) насеље је и општина у источној Француској у региону Франш-Конте, у департману Ду која припада префектури Безансон.
По подацима из 2011. године у општини је живело 277 становника, а густина насељености је износила 38,0 становника/km². Општина се простире на површини од 7,29 km². Налази се на средњој надморској висини од 250 метара (максималној 312 m, а минималној 248 m).

## Демографија
| 1962. | 1968. | 1975. | 1982. | 1990. | 1999. | 2011. |
| ----- | ----- | ----- | ----- | ----- | ----- | ----- |
| 656   | 888   | 1.242 | 1.293 | 1.558 | 1.779 | 277   |

График промене броја становника у току последњих година